# Yasmina Zaytoun
Yasmin Ismail Zaytoun (tiếng Ả Rập: ياسمينة اسماعيل زيتون; sinh ngày 26 tháng 10 năm 2002) là một người mẫu và hoa hậu người Liban đã đăng quang cuộc thi Hoa hậu Liban 2022. Cô đại diện cho Liban tại Hoa hậu Hoàn vũ 2022 và Hoa hậu Thế giới 2023.

## Tiểu sử
Zaytoun sinh ngày 26 tháng 10 năm 2002 tại Kfarchouba và một ngôi làng ở quận Hasbaya của tỉnh Nabatieh. Cô vào Đại học Notre Dame-Louaize ở Zouk Mosbeh để theo đuổi bằng cử nhân báo chí. Vào tháng 4 năm 2021, cô bắt đầu tổ chức một chương trình giáo dục mang tên With Yasmina Show..

## Các cuộc thi sắc đẹp

### Hoa hậu Liban 2022
Zaytoun bắt đầu sự nghiệp thi hoa hậu của mình vào năm 2022, sau khi cô được chọn đại diện cho quận Hasbaya của mình tại cuộc thi Hoa hậu Liban 2022 được tổ chức tại Forum de Beyrouth ở Beirut vào ngày 24 tháng 7 năm 2022, cô đã cạnh tranh với 17 ứng cử viên khác cho danh hiệu này. Trong cuộc thi, Zaytoun đã tiến vào top 9 và trước khi được công bố là người chiến thắng của cuộc thi và kế vị là Hoa hậu Liban 2018 Maya Reaidy. Trong buổi thuyết trình trực tiếp của Miss USA 2010 Rima Fakih, Giám đốc Quốc gia của Miss Lebanon, người chiến thắng của cuộc thi sẽ đại diện cho Lebanon tại Hoa hậu Hoàn vũ 2022 và Hoa hậu Thế giới 2023.

### Hoa hậu Hoàn vũ 2022
Đầu năm 2023, cô trở thành đại diện của Lebanon tham dự cuộc thi Hoa hậu Hoàn vũ 2022 nhưng cô không lọt vào vòng Bán kết.

### Hoa hậu Thế giới 2023
Năm 2024, cô tiếp tục đại diện cho đất nước của mình (Lebanon) tại cuộc thi Hoa hậu Thế giới lần thứ 71. Cô đã lọt vào Top 5 phần thi Head-to-Head challenge và được đặc cách vào thẳng Top 40. Vào đêm chung kết cuộc thi, ngày 9/3/2024, cô đã trở thành Á hậu 1 trong cuộc thi lần này.